# Süleiman Pascha

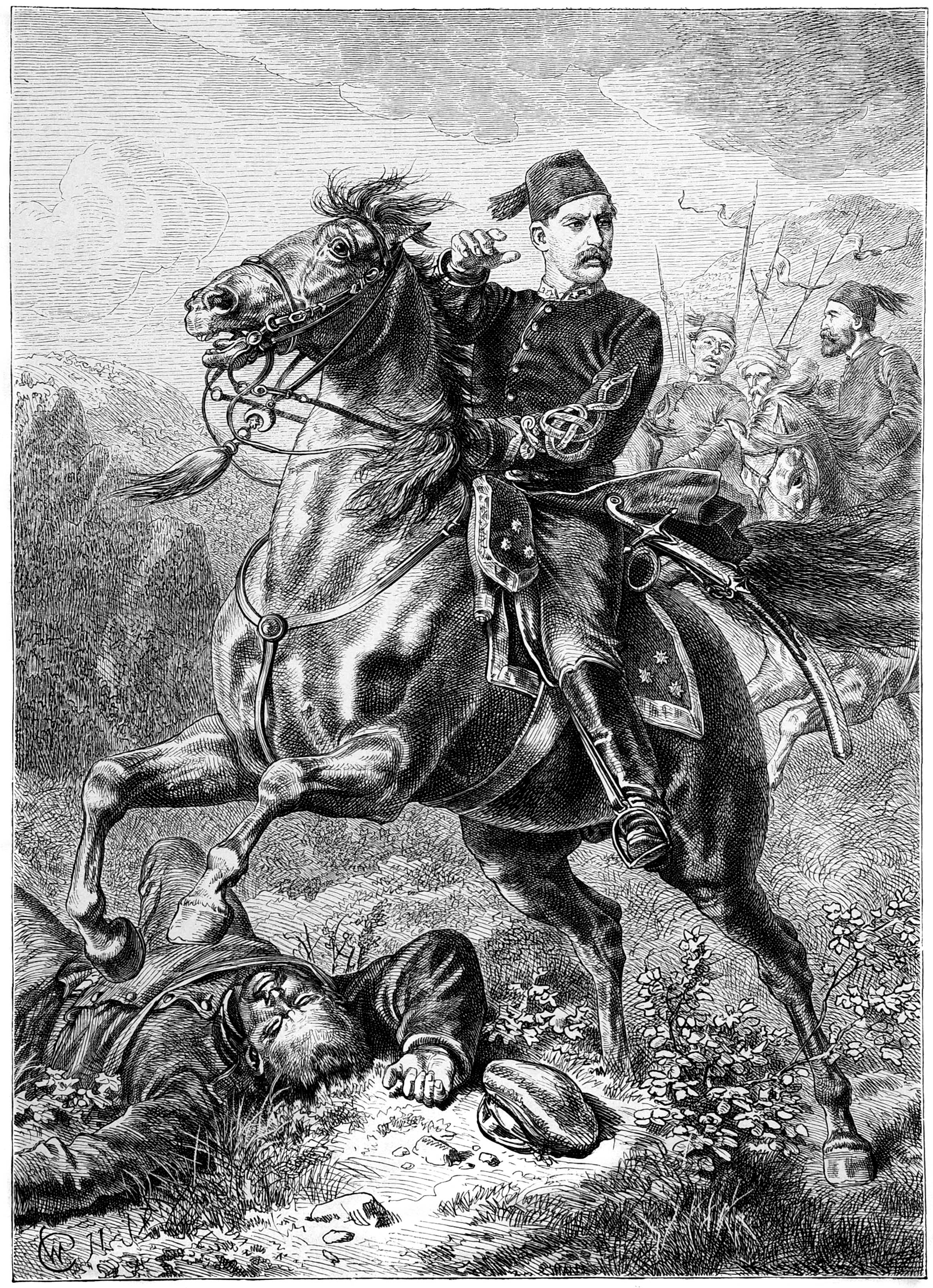
Suleiman Pascha, Zeichnung von Wilhelm Camphausen, 1878

Süleiman Pascha (türkisch Süleyman Paşa, auch Sulayman oder Sulaiman Pascha; * 1838 in Istanbul; † 8. August 1892 in Bagdad) war ein osmanischer Offizier, der aktiv am Serbisch-Türkischen Krieg (1876) und am Russisch-Türkischen Krieg (1877–1878) teilnahm.

## Leben
Süleiman Pascha trat 1854 in die osmanische Armee ein. Er besuchte eine Militärschule und wurde während seiner Dienstzeit auf Kreta 1867 Major. 1873 wurde er Oberst und Instrukteur an einer Militärschule, an der er später Stellvertreter wurde und 1874 den Dienstgrad Brigadegeneral erhielt. Er war an der Absetzung des Sultans Abdülaziz (30. Mai 1876) beteiligt. Dessen Nachfolger, Murad V. gab Süleiman Pascha das Kommando über eine Division.
Er zeichnete sich im Serbisch-Türkischen Krieg aus und wurde deshalb mit der Verwaltung von Bosnien und Herzegowina beauftragt.
Er war während des Russisch-Türkischen Krieges (1877–1878) der Oberkommandierende der türkischen Militäroperationen auf der Balkanhalbinsel. Er ersetzte seinen am 2. Oktober 1877 abberufenen Vorgänger Mehmed Ali Pascha – einen türkischen Feldmarschall mit preußischer Abstammung.
Während des Russisch-Türkischen Krieges kommandierte er die Militäreinheiten, die den osmanischen Truppen zu Hilfe eilen sollten, welche in Plewen belagert wurden. Sein Versuch, mit den osmanischen Truppen den Schipkapass zu überqueren (Schlacht am Schipkapass – August 1877), scheiterte am Widerstand der russischen Truppen.
Anfang Januar 1878 beabsichtigte er Sofia niederzubrennen, um das Vorwärtskommen der immer erfolgreicheren russischen Truppen zu bremsen. Nach zeitgenössischen Berichten vom Sofioter Haupt-Rabbiner als auch den Konsuln von Italien, Frankreich und Österreich-Ungarn davon abgebracht.
Nach seiner Niederlage in der Schlacht von Plowdiw wurde er vor ein Militärgericht gestellt und zu 15 Jahren Gefängnis verurteilt. Seine militärischen Fehler wurden mit als ein Grund dafür angesehen, dass das Osmanische Reich im Russisch-Türkischen Krieg von 1877/78 unterlag. Später wurde er begnadigt und ins Exil geschickt.